# Eurico de Melo
Eurico [da] Silva Teixeira de Melo GCC • OIP (Santo Tirso, Santo Tirso, 28 de Setembro de 1925 – Porto, 1 de Agosto de 2012) foi um engenheiro e político português.

## Biografia
Filho de Luís Maria Teixeira de Melo (6 de Março de 1888 - 5 de Fevereiro de 1931), dos Teixeira Coelho de Melo antigos Senhores do Morgado da Falperra, e de sua mulher Amélia Vieira da Silva (14 de Novembro de 1901 - 1 de Maio de 1980).
Licenciou-se em Engenharia Química, na Faculdade de Engenharia da Universidade do Porto, onde leccionou como assistente.
Após o 25 de Abril de 1974 iniciou uma intensa carreira política, tendo sido um dos mais destacados membros do Partido Social Democrata. Neste partido foi eleito para a Comissão Política Nacional, como vice-presidente, duas vezes, em 1983, sendo líder Francisco Pinto Balsemão, e em 1989, sendo líder Aníbal Cavaco Silva. Foi depois presidente do Conselho Nacional, de 1990 a 1992.
Exerceu diversos cargos de natureza governativa. Logo após o 25 de abril de 1974 foi governador civil do distrito de Braga (1975-1976).
Com Francisco Sá Carneiro (Aliança Democrática) foi Ministro da Administração Interna (VI Governo Constitucional) (1980-1981).
Estratega da liderança de Aníbal Cavaco Silva, participou nos dois primeiros governos chefiados por este: foi Ministro de Estado e da Administração Interna (X Governo) (1985-1987) e Vice-Primeiro-Ministro e Ministro da Defesa Nacional (XI Governo) (1987-1990).
A seguir foi eleito deputado ao Parlamento Europeu, onde cumpriu um mandato (1994-1999). Foi também membro da Assembleia Municipal de Santo Tirso (2001-2003).
Foi presidente do Conselho de Administração do Banco Santander.
Era conhecido como o «vice-rei do Norte».

### Condecorações[3][4]
- Comendador da Ordem Real da Estrela Polar da Suécia (25 de Fevereiro de 1987)
- Grã-Cruz da Ordem Nacional do Cruzeiro do Sul do Brasil (6 de Abril de 1987)
- Grã-Cruz da Ordem do Libertador da Venezuela (18 de Novembro de 1987)
- Grande-Oficial da Ordem Nacional da Legião de Honra de França (7 de Maio de 1990)
- Grã-Cruz da Ordem Militar de Nosso Senhor Jesus Cristo de Portugal (10 de Junho de 1990)
- Grã-Cruz da Ordem de Honra da Grécia (15 de Novembro de 1990)
- Excelentíssimo Senhor Grã-Cruz da Real Ordem de Isabel a Católica de Espanha (27 de Outubro de 1993)

## Família
Casou com Luísa da Veiga Gil da Fonseca Pinheiro (28 de Junho de 1928) e teve duas filhas e um filho. Era primo-tio de Nuno Melo.